# Opogona etiennella
Opogona etiennella är en fjärilsart som beskrevs av Pierre E.L. Viette 1988. Opogona etiennella ingår i släktet Opogona och familjen äkta malar. Inga underarter finns listade i Catalogue of Life.